# Marie-Magdeleine Brumagne
Marie-Magdeleine Brumagne, née le 8 juillet 1920 à Lyon et morte le 10 novembre 2005 à Lausanne, est une journaliste et écrivaine vaudoise.

## Biographie
D'origine belge, Marie-Magdeleine Brumagne, journaliste, critique d'art et écrivaine s'installe en Suisse dans les années 1960. Elle y exerce le journalisme et consacre plusieurs écrits au cinéma.
Elle a épousé Freddy Buache.
Elle publie en 1977 un recueil d'entretiens avec le cinéaste Georges Franju sous le titre Impressions et aveux (Éditions L'Âge d'homme). En 1980, elle recueille le témoignage de Marie Métrailler, tisserande d'Evolène, paru sous le titre La Poudre de sourire. Avec Jean-Louis Roy, Marie-Madeleine Brumagne réalise un film documentaire consacré à Samuel Burnand, resté célèbre depuis la Fête des vignerons de Vevey de 1955 pour avoir incarné le Messager boiteux.
En 1984, Marie-Magdeleine Brumagne écrit Martin des Amériques, ou le temps d'un battement de cils (L'Âge d'homme) puis, en 1992 chez le même éditeur, Qui se souvient de sa vie?

## Sources
- « Marie-Magdeleine Brumagne », sur la base de données des personnalités vaudoises sur la plateforme « Patrinum » de la Bibliothèque cantonale et universitaire de Lausanne.
- Freddy Buache Avant-propos à Le ruban de Moebius  parcours d'une femme libre (L'Âge d'homme, 2006)
- Bibliomedia - Brumagne  Marie-Magdeleine
- Fonds : Brumagne (Marie-Magdeleine) (1886-2005) [4.70 mètres linéaires].  Cote : CH-000053-1 PP 846. Archives cantonales vaudoises (présentation en ligne).